# Герб Волошинова
Герб Волошинова — один з офіційних символів села Волошинова, Самбірського району Львівської області. Герб є промовистим.

## Історія
Символ затвердила ІІ сесія Волошинівської сільської ради 3-го (ХХІІІ) скликання рішенням № 13 від 3 серпня 1998 року.
Автор — Андрій Гречило.

## Опис (блазон)
У золотому полі чорний віл із червоними рогами, над ним дві сині волошки.
Щит вписаний у еклектичний картуш, увінчаний золотою сільською короною.

## Зміст
На печатках Волошинова з ХІХ ст. було зображення вола. Дві волошки є асоціативним символом, а також уособлюють два села, підпорядковані сільській раді.
Золота корона з колосків вказує на статус сільського населеного пункту.